# 马特·塞特林斯基
马特·塞特林斯基（英語：Matt Cetlinski，1964年10月4日—），美国男子游泳运动员。他曾代表美国参加1988年夏季奥林匹克运动会游泳比赛，获得男子4×200米自由泳接力金牌。